# Pes gall
Pes gall és una categoria competitiva de pes de la boxa i d'altres esports de combat.
A la boxa professional, la categoria abasta els boxejadors que pesen entre 52,163 quilos (115 lliures) i 53,525 quilos (118 lliures).

## Dones i cadets
A la boxa professional no hi ha diferències entre homes i dones, pel que fa als límits entre les categories, amb l'aclariment que entre les dones no existeix la categoria de pes superpesant i, per tant, la categoria màxima és pes pesant.
A la boxa amateur sí que hi ha diferències en els límits de les categories, entre els homes majors (adults i juniors), pel que fa a les dones i els cadets (menors d'edat). En el cas de la boxa femenina, la categoria de pes gall és la següent:
- Límit inferior: 48 quilos.
- Límit superior: 51 quilos.

## Boxa professional
El canadenc George Dixon és reconegut per haver estat el primer boxejador campió del món del pes gall després de la seva victòria contra Nunc Wallace per KO a l'assalt 18 el 27 de juny de 1890.

### Títol inaugural
| Associació | Boxejador        | Data                   |
| WBA        | Eder Jofre       | 11 de setembre de 1962 |
| WBC        | Eder Jofre       | 18 de maig de 1965     |
| IBF        | Satoshi Shingaki | 15 d'abril de 1984     |
| WBO        | Israel Contreras | 3 de febrer de 1989    |

## Boxa amateur

### Campions olímpics
| Edició               | Or                                   | Argent                               | Bronze                               |
| 1904 St. Louis       | Oliver Kirk                          | George Finnegan                      | No es concedí                        |
| 1908 Londres         | Henry Thomas                         | John Condon                          | William Webb                         |
| 1912 Estocolm        | No fou inclòs en el programa olímpic | No fou inclòs en el programa olímpic | No fou inclòs en el programa olímpic |
| 1920 Anvers          | Clarence Walker                      | Clifford Graham                      | George McKenzie                      |
| 1924 París           | William Smith                        | Salvatore Tripoli                    | Jean Ces                             |
| 1928 Amsterdam       | Vittorio Tamagnini                   | John Daley                           | Harry Isaacs                         |
| 1932 Los Angeles     | Horace Gwynne                        | Hans Ziglarski                       | José Villanueva                      |
| 1936 Berlín          | Ulderico Sergo                       | Jack Wilson                          | Fidel Ortiz                          |
| 1948 Londres         | Tibor Csík                           | Giovanni Zuddas                      | Juan Venegas                         |
| 1952 Hèlsinki        | Pentti Hämäläinen                    | John McNally                         | Guennadi Gàrbuzov                    |
| 1952 Hèlsinki        | Pentti Hämäläinen                    | John McNally                         | Kang Joon-Ho                         |
| 1956 Melbourne       | Wolfgang Behrendt                    | Song Soon-Chun                       | Claudio Barrientos                   |
| 1956 Melbourne       | Wolfgang Behrendt                    | Song Soon-Chun                       | Frederick Gilroy                     |
| 1960 Roma            | Oleg Grigoryev                       | Primo Zamparini                      | Brunon Bendig                        |
| 1960 Roma            | Oleg Grigoryev                       | Primo Zamparini                      | Oliver Taylor                        |
| 1964 Tòquio          | Takao Sakurai                        | Chung Shin-Cho                       | Juan Fabila                          |
| 1964 Tòquio          | Takao Sakurai                        | Chung Shin-Cho                       | W. Rodríguez                         |
| 1968 Ciutat de Mèxic | Valerian Sokolov                     | Eridari Mukwanga                     | Chang Kyou-Chul                      |
| 1968 Ciutat de Mèxic | Valerian Sokolov                     | Eridari Mukwanga                     | Eiji Morioka                         |
| 1972 Múnic           | Orlando Martínez                     | Alfonso Zamora                       | Ricardo Carreras                     |
| 1972 Múnic           | Orlando Martínez                     | Alfonso Zamora                       | George Turpin                        |
| 1976 Mont-real       | Gu Yong-Ju                           | Charles Mooney                       | Patrick Cowdell                      |
| 1976 Mont-real       | Gu Yong-Ju                           | Charles Mooney                       | Viktor Rybakov                       |
| 1980 Moscou          | Juan Hernández                       | Bernardo Pinango                     | Michael Anthony                      |
| 1980 Moscou          | Juan Hernández                       | Bernardo Pinango                     | Dumitru Cipere                       |
| 1984 Los Angeles     | Maurizio Stecca                      | Héctor López                         | Pedro Nolasco                        |
| 1984 Los Angeles     | Maurizio Stecca                      | Héctor López                         | Dale Walters                         |
| 1988 Seül            | Kennedy McKinney                     | Aleksandar Hristov                   | Phajol Moolsan                       |
| 1988 Seül            | Kennedy McKinney                     | Aleksandar Hristov                   | Jorge Julio Rocha                    |
| 1992 Barcelona       | Joel Casamayor                       | Wayne McCullough                     | Mohammed Achik                       |
| 1992 Barcelona       | Joel Casamayor                       | Wayne McCullough                     | Li Gwang-Sik                         |
| 1996 Atlanta         | István Kovács                        | Arnaldo Mesa                         | V. Khadpo                            |
| 1996 Atlanta         | István Kovács                        | Arnaldo Mesa                         | R. Malakhbekov                       |
| 2000 Sydney          | Guillermo Rigondeaux                 | R. Malakhbekov                       | Sergey Danilchenko                   |
| 2000 Sydney          | Guillermo Rigondeaux                 | R. Malakhbekov                       | Clarence Vinson                      |
| 2004 Atenes          | Guillermo Rigondeaux                 | Worapoj Petchkoom                    | Aghasi Mammadov                      |
| 2004 Atenes          | Guillermo Rigondeaux                 | Worapoj Petchkoom                    | Bahodirjon Sooltonov                 |
| 2008 Pequín          | Enkhbatyn Badar                      | Yankiel León                         | Bruno Julie                          |
| 2008 Pequín          | Enkhbatyn Badar                      | Yankiel León                         | Veaceslav Gojan                      |